# 멜버른 파크

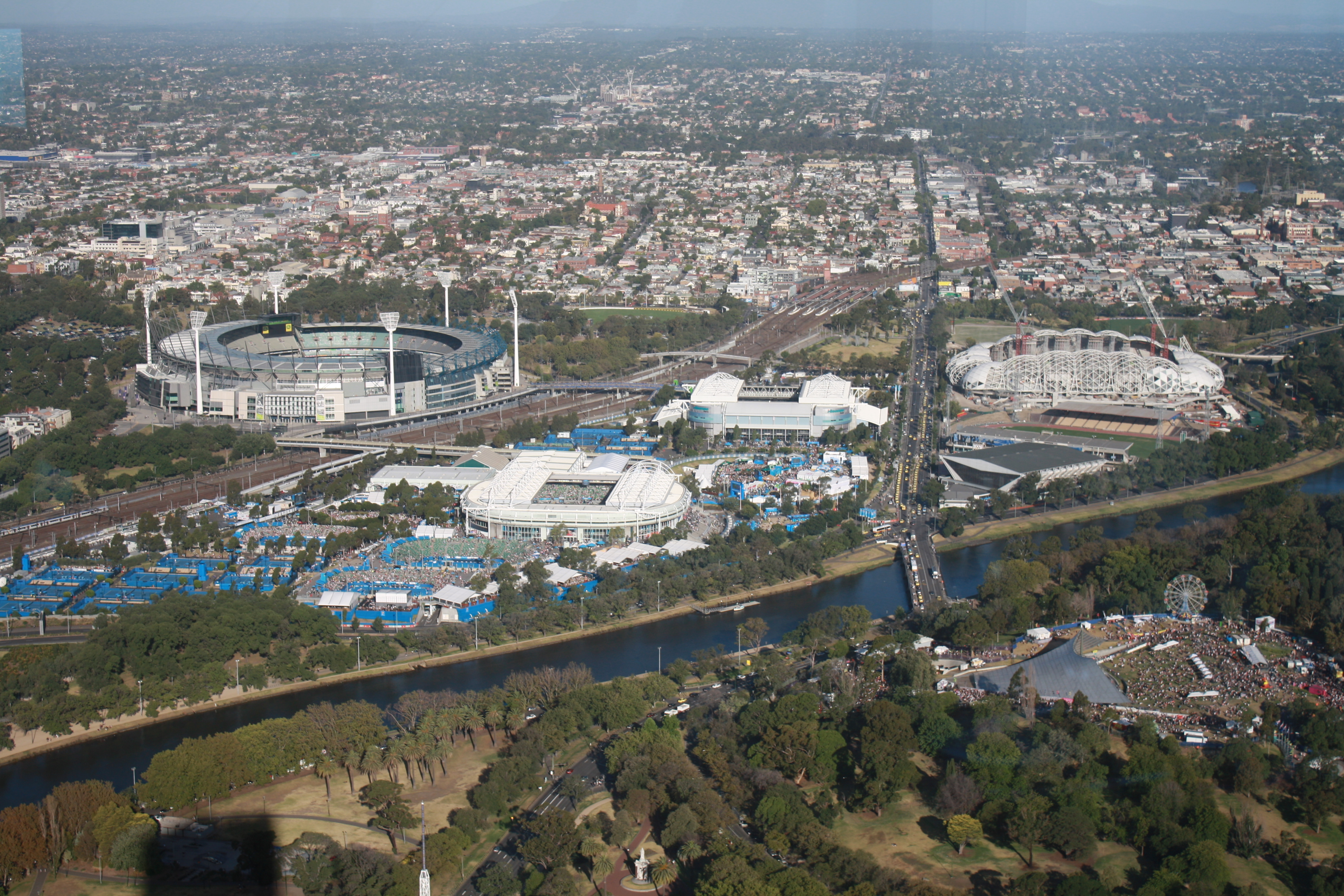

멜버른 파크(Melbourne Park)는 오스트레일리아 멜버른에 위치한 스포츠 경기장이다. 1988년 설립되었다. 오스트레일리아 오픈 테니스 개최지 (매년 1월, 2월), 멜버른 타이거스 (농구)의 홈 경기장, 아이스 스케이트, 자전거 경기, 모터스포츠, 음악 이벤트도 개최된다.

## 같이 보기
- 오스트레일리아 오픈